# Wolf Huber
Wolf (Wolfgang) Huber (* asi 1485, Feldkirch – 3. června 1553, Pasov) byl německo-rakouský malíř, dřevorytec a renesanční stavitel. Vedle Albrechta Altdorfera je považován za nejvýznamnějšího mistra Podunajské školy.

## Život
Předpokládá se, že byl příbuzným Hanse Hubera (zmíněn r. 1491) z Feldkirchu a vyučil se v rodinné dílně. O jeho mládí není dostatek informací a datum narození bylo určeno přibližně na základě díla z let 1510-1515, které prokazuje, že už byl zkušeným malířem. Jako putující tovaryš patrně navštívil severní Itálii (1508-9) a obeznámil se zde s díly italské renesance (Andrea Mantegna, Giovanni Bellini) a také horní Porýní, kde poznal práce Albrechta Dürera a Lucase Cranacha. V Huberových kresbách jsou zachyceny krajiny ze Salzkammergut, Wolfgangsee, Lince a Vídně které dokládají jeho pobyty. V Salcburku byl patrně tovaryšem v dílně Jörga Kölderera. a kolem roku 1510 se seznámil s Albrechtem Altdorferem.
Roku 1510 se usadil v Pasově a od roku 1517 byl dvorním malířem administrátora pasovské diecéze, vévody Ernesta Bavorského (1500-1560) z rodu Wittelsbachů. Roku 1529 ho požádal hrabě Niklas II. von Salm, aby renesančně přestavěl jeho zámek v Neuburg am Inn. Byl odměněn penzí a hrabě mu daroval letní sídlo v Neufils. Roku 1540 se Huber stal dvorním malířem pasovského biskupa hraběte Wolfganga von Salm a roku 1541 byl jmenován městským architektem. Řídil větší dílnu a jeho žáky byli, kromě jiných, Melchior Feselen (c. 1495 - 1538), Hanns Lautensack a Abraham Schöpfer.
Wolf Huber zemřel v Pasově roku 1553 a byl pohřben v kostele Svatého Ducha.

## Dílo
Huberovým raným dílem je křídlový oltář sv. Anny pro jeho rodné město Feldkirch. Z italského renesančního umění převzal teoretické zákonitosti perspektivy a jako malíř proslul svými obrazy architektur, interiérů a zejména kresbami a akvarely dokonale komponovaných krajinných scenérií. Po roce 1520 obohatil portrétní umění vlastními inovacemi v charakterizaci tváří. Jeho portrét Jacoba Zieglera von Landau je považován za mistrovské dílo, které překonává ostatní malíře dunajské školy a vyrovná se portrétům Albrechta Dürera.
Během cesty podél Dunaje z Passau do Vídně (1529) zaznamenal tamní krajiny v sérii poetických a expresivních kreseb. Za svého života vytvořil pouze 13 dřevořezů s figurami na krajinném pozadí a množstvím drobných detailů, které nedovolovaly zhotovit větší množství tisků. Jeho grafické listy jsou proto velmi vzácné.

### Známá díla
- 1510 Mondsees mit Schafberg, Germanisches muzeum, Norimberk
- 1515-1521 Anenský oltář, kostel svatého Mikuláše, Feldkirch, Státní muzeum, Bregenz
- 1517 Epitaf pasovského starosty Jakoba Endla, Kremsmünster
- 1519 Rozloučení Krista s matkou, Kunsthistorisches Museum, Vídeň
- 1524 Oplakávání Krista, Louvre
- 1525-1530 Mariánský oltář, Gemaldegalerie Berlín a Bayerisches Nationalmuseum Mnichov
- po roce 1525 Vztyčení kříže (Kreuzerhöhung), Kunsthistorisches Museum, Vídeň
- 1526 Portrét raziče mincí z Landshutu Antona Hundertpfundta (Nat. Gallery of Ireland) a jeho ženy Magaret (Philadelphia Museum of Art),
- 1530 Pašijový oltář, Alte Pinakothek Mnichov, augustiniánský klášter St. Florian nedaleko Lince
- po roce 1543 Alegorie Spasení nebo Triumf nad smrtí (Erlösungsallegorie), Kunsthistorisches Museum Vídeň
- 1544-49 Portrét Jacoba Zieglera von Landau, Kunsthistorisches Museum Vídeň
- Portrét Ottheinricha von der Pfalz
- Ukřižovaný Kristus, Fitzwilliam Museum, Cambridge

### Obrazy

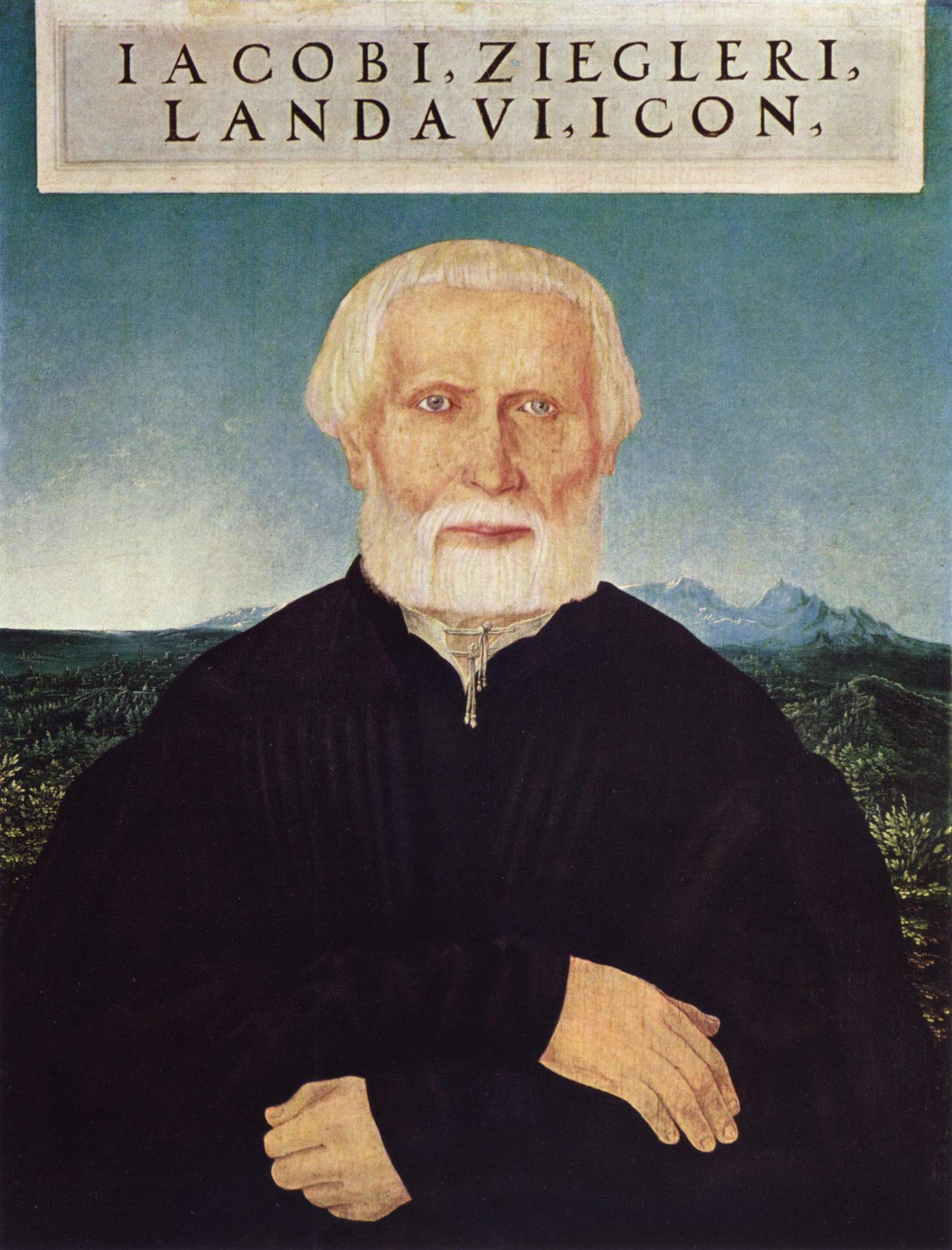
Portrét Jacoba Zieglera
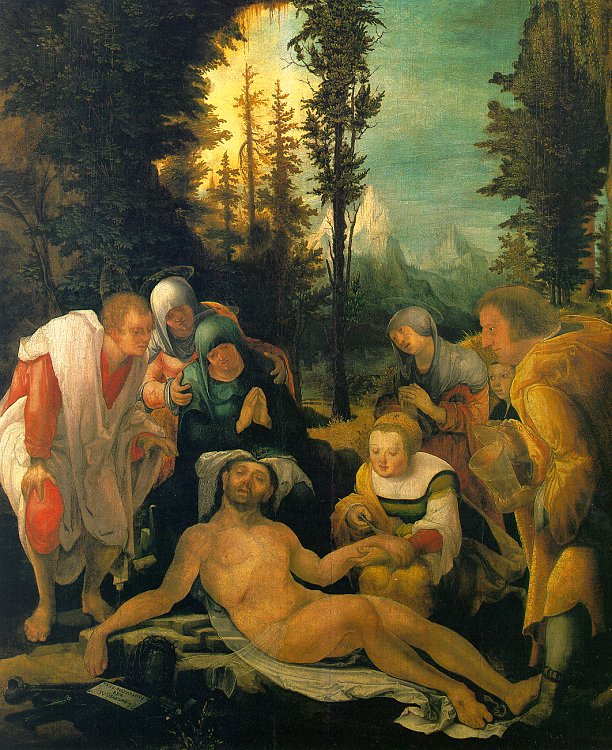
Oplakávání Krista, Louvre
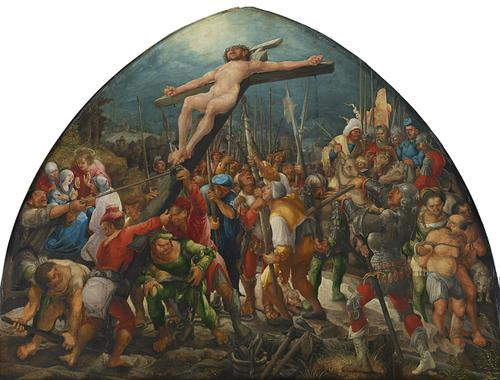
Vztyčení kříže (1525)
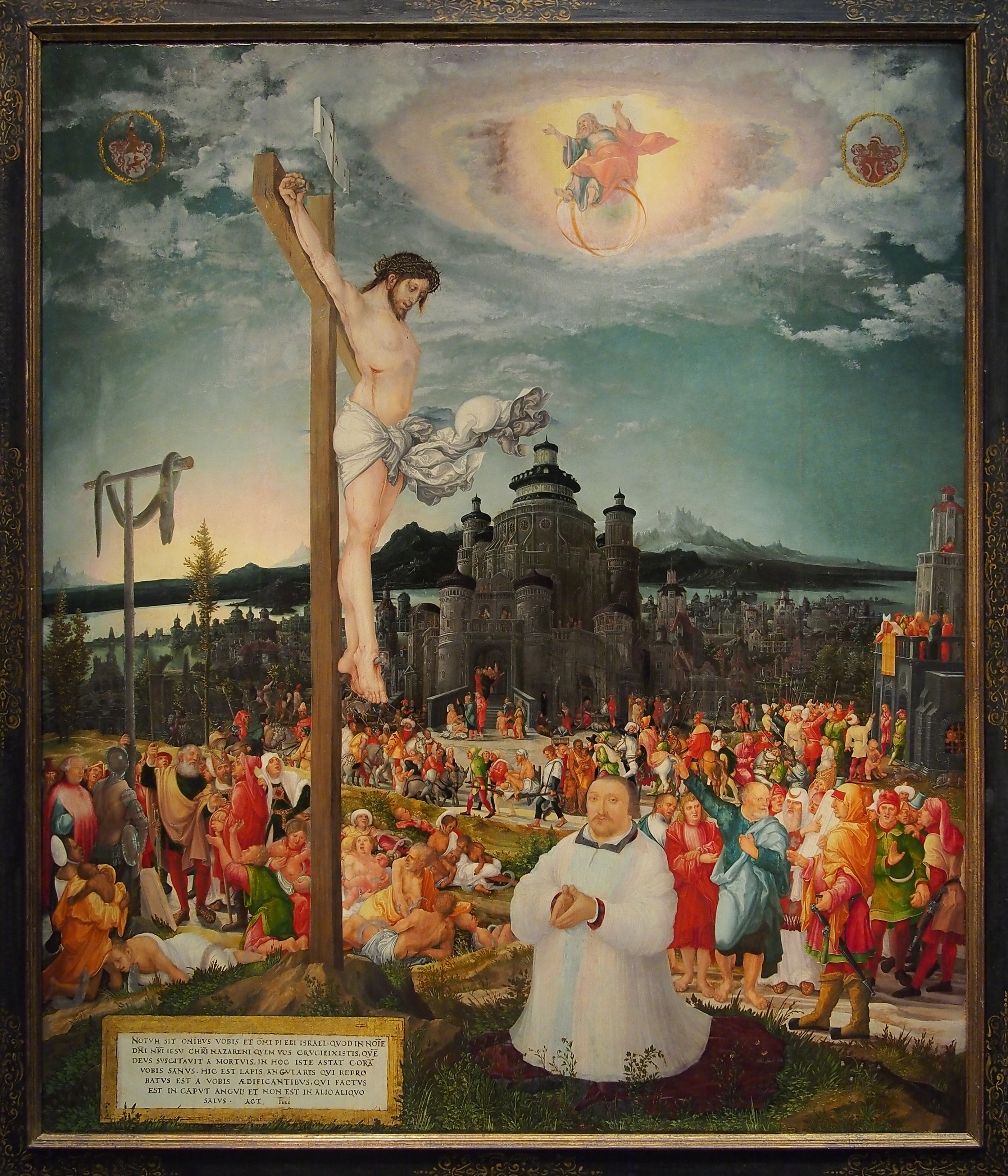
Alegorie Spasení nebo Triumf nad smrtí (cca 1543)

### Kresby

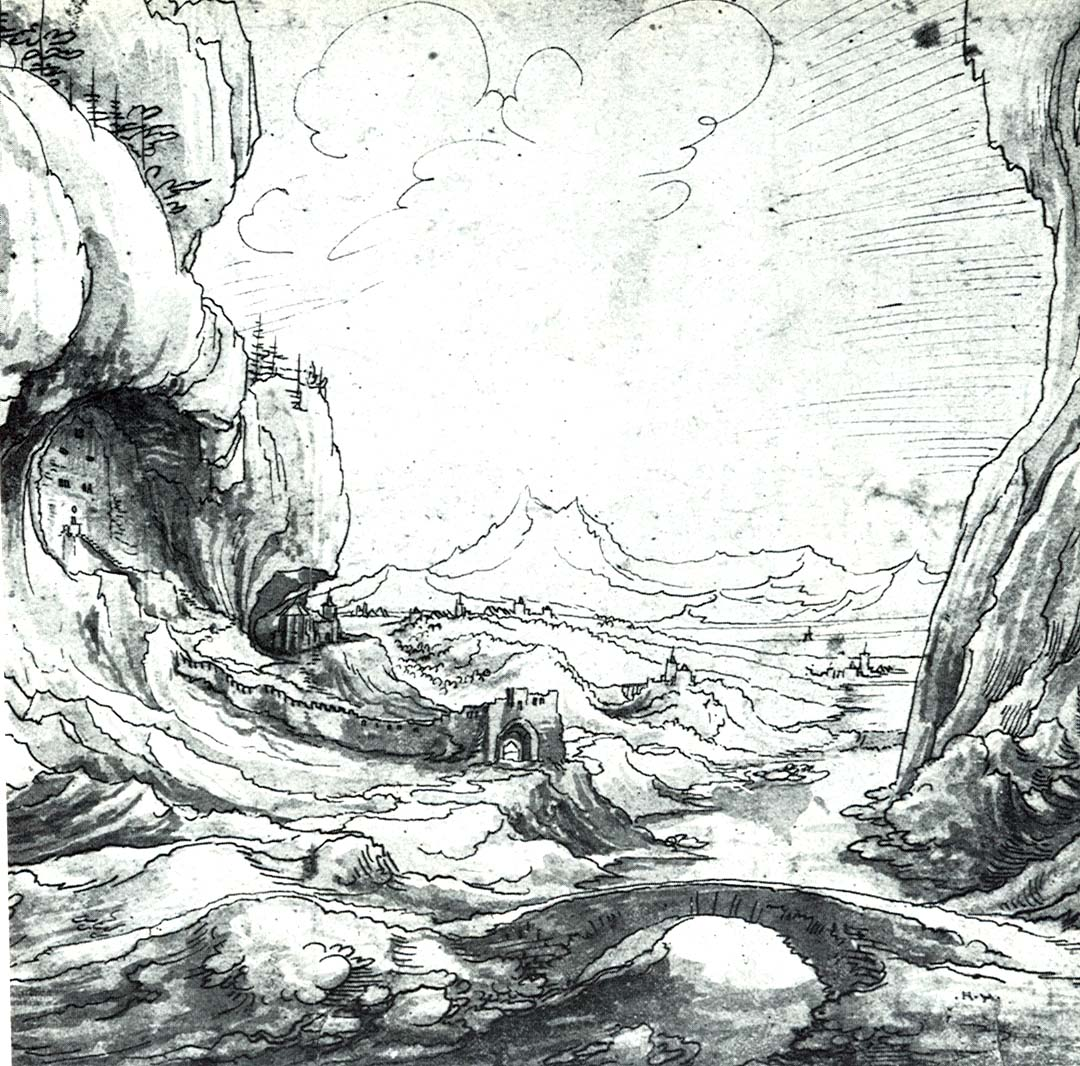
Fracstein, 1522
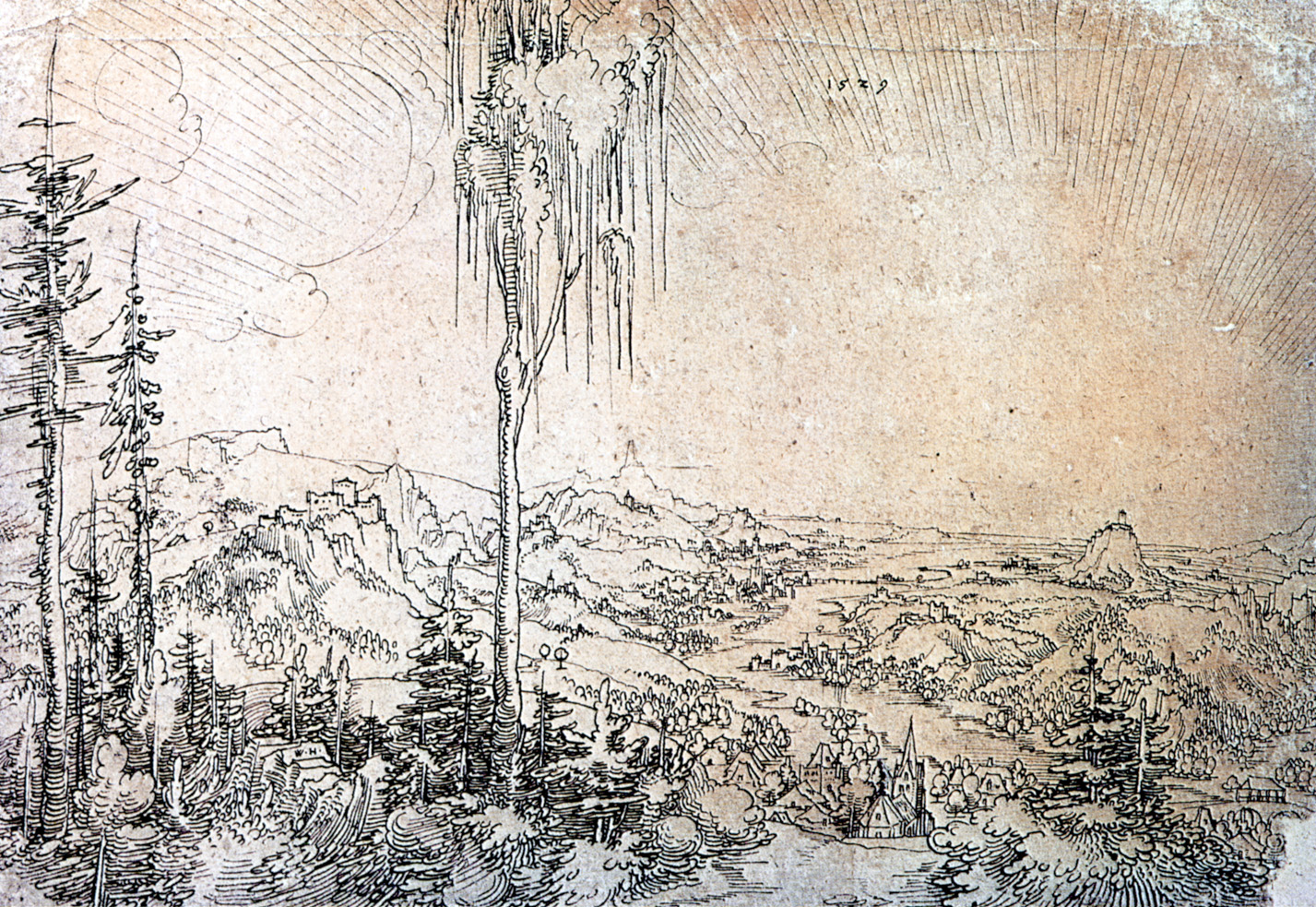
krajina poblíž Kremsu, 1529
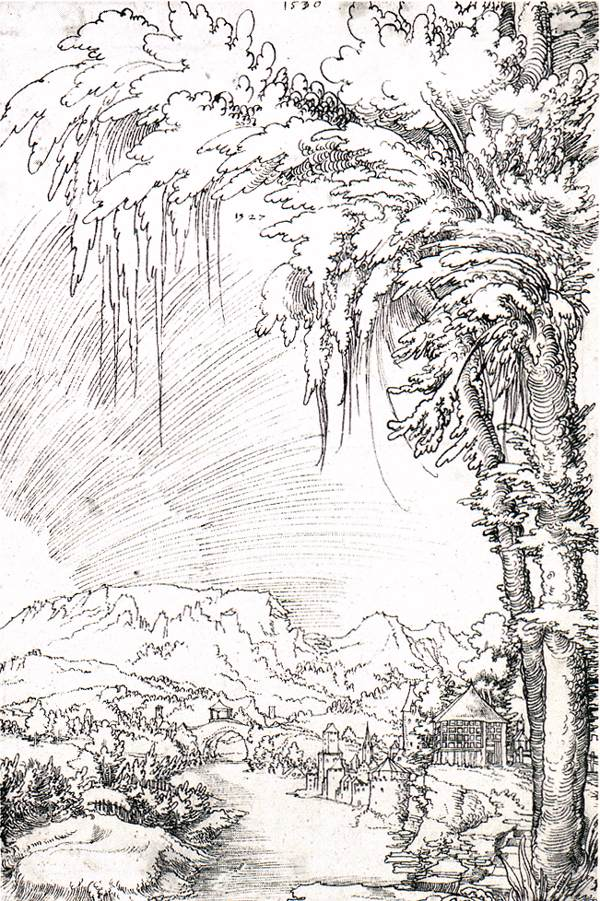
krajina poblíž Feldkirchu
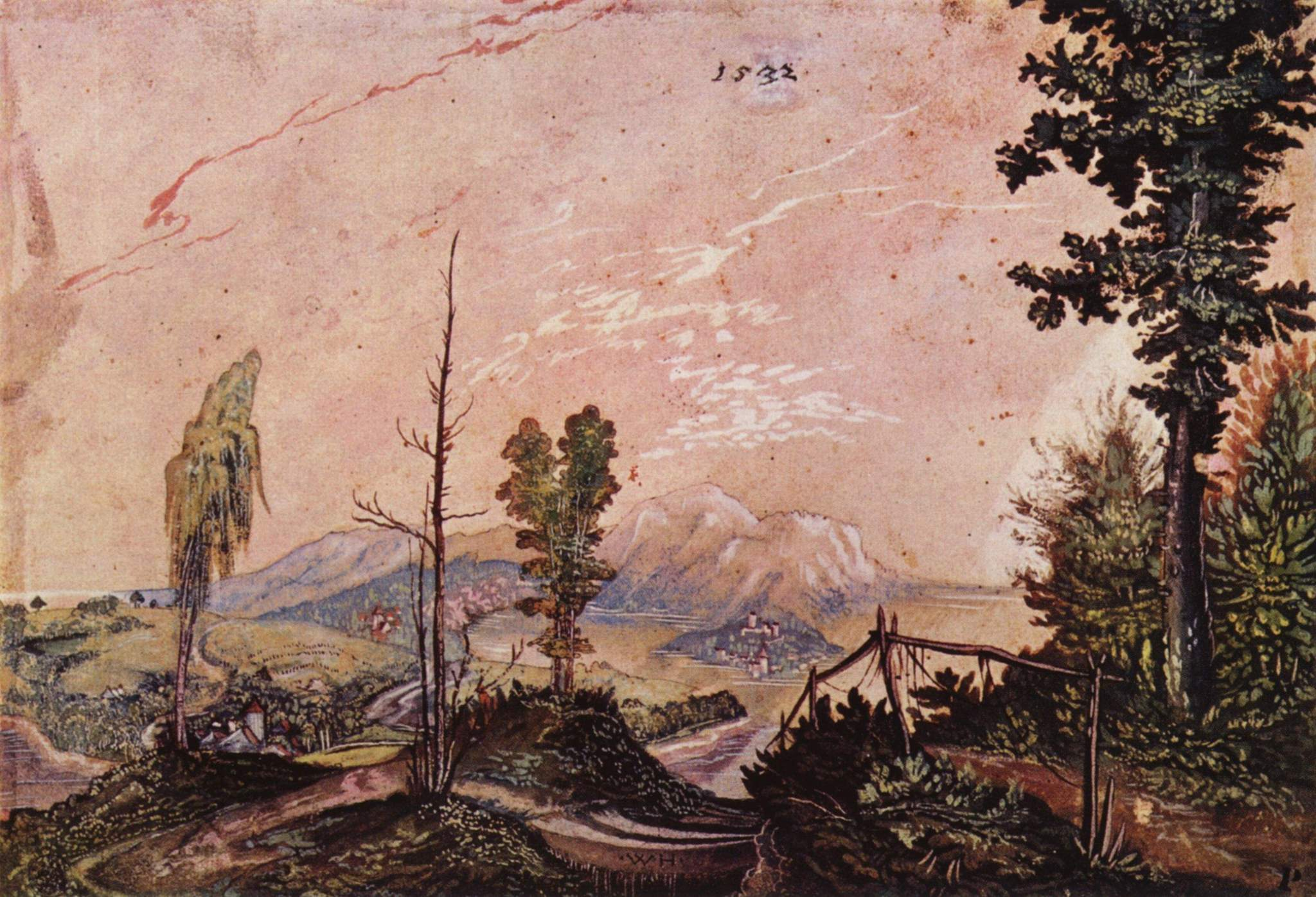
Předalpská krajina, akvarel, 1532